# Serra de Millars
La Serra de Millars és una serra situada al municipi de Madremanya a la comarca del Gironès, amb una elevació màxima de 179 metres.